# Aeroportul Greenville
Aeroportul Greenville (IATA: GRE, ICAO: KGRE, FAA LID: GRE) este un aeroport din Illinois, Statele Unite ale Americii ce deservește zona Greenville⁠(d). A fost numit după zona deservită.
Situat la o altitudine de 165 m, aeroportul dispune de 2 piste.

## Infrastructură

### Piste
Aeroportul dispune de 2 piste. Pista 18/36 are suprafața de asfalt și dimensiunile 4.002 picioare × 75 picioare. Pista 09/27 are suprafața de Iarbă și dimensiunile 2.822 picioare × 250 picioare. 